# Robert Polidori
Pour les articles homonymes, voir Polidori.
Robert Polidori (Montréal, 1951) est un photographe québécois.

## Biographie
Robert Polidori est l'un des principaux photographes du journal The New Yorker. Polidori publie également dans d'autres magazines, tels GÉO et Vanity Fair.
Polidori a effectué des reportages sur le Kremlin, le Palais de Versailles, La Havane et New York.

## Expositions (partielle)
Sa principale exposition, New Orleans, After the Flood, a eu lieu au Metropolitan Museum of Art en 2006, et présentait les dégâts de l'ouragan Katrina à La Nouvelle-Orléans.
- 2006, Galerie Camera Work, Berlin

## Prix et récompenses
- 1999, 2002, Prix Alfred Eisenstaedt
- 1998, un prix World Press Photo

## Publications
- Havana, Göttingen : éditions Steidl, 2001  (ISBN 3-88243-333-7)
- (de) Bali, Éditions Dumont Reise, 2004  (ISBN 978-3770164042)
- (de) Pripjat und Tschernobyl. Göttingen : éditions Steidl, 2004  (ISBN 3-88243921-1)
- Robert Polidori's metropolis, Göttingen : éditions Steidl, 2004  (ISBN 3-86521-078-3)
- Après le déluge, Göttingen : éditions Steidl, 2006   (ISBN 3-86521-345-6)
- Robert Polidori: Fotografias. Instituto Moreira Salles, 2009.
- Parcours Muséologique Revisité (3 volumes), Steidl Verlag, 2009.
- Points Between... Up Till Now, Steidl Verlag, 2014.
- Chronophagia: Selected Works 1984-2009, Steidl Verlag, 2014.
- Eye & I. Steidl Verlag, 2014.
- RIO. Steidl Verlag, 2015.
- 60 Feet Road. Steidl Verlag, 2016.
- Hotel Petra. Steidl Verlag, 2016.